# ヤツる
ヤツるは、かつて松竹芸能で活動していた日本のお笑いコンビ。1996年1月結成、2004年3月解散。

## 概要
- 1996年1月コンビ結成、主に松竹芸能のライブを中心に活動しており、関西では人気を集めたコンビであった。
- 2002年10月にNHK「爆笑オンエアバトル」に出場し全国ネット番組デビューを果たしたが、当番組で93KB（審査員100人中ボールを入れたのが1人、番組史上最低点数）を記録してしまった。以降その影響もあり下降をたどり2004年に解散した。

## メンバー
- 八木 正朗（やぎ せいろう、1974年10月2日 -  ）
  - 大阪府出身、血液型はB型、170cm、72kg
- 築城 博之（ついき ひろゆき、1974年10月5日 - ）
  - 大阪府出身、血液型はA型、177cm、80kg

## 出演番組
- 爆笑オンエアバトル（NHK総合）戦績0勝1敗 最高93KB
  - 出場が1回のみだったため、最高KBと平均KB共に番組史上最低点である。歴代でも最高KBが100KB未満なのは彼らのみであった。
  - 93KBの記録を経験したのは他にグレートチキンパワーズ、友池中林、あくび虫（グレートチキンパワーズは93KBだが、ボールは0個）の3組。
- 新しい波8（フジテレビ系列）
- TVデパート（TBS系列）